# Lucija Rügenska
Lucija Rügenska je bila hči rügenskega princa Jaromarja I. in njegove žene Hildegarde, hčerke Knuta V. Danskega in Helene Švedske, * ni znano, † 12. februar med letoma 1208
in 1231.
Leta 1186 se je poročila z Vladislavom III. Tankonogim, najmlajšim sinom Mješka III. Starega. Vladislav je bil vojvoda Velikopoljske in od leta 1173 veliki vojvoda  Poljske. Zakonska zveza je okrepila Vladislavov položaj v zahodnem Pomorjanskem in Danski.
Lucijin zakon z Vladislavom Tankonogim je bil brez otrok. Mož ji ni bil zvest in je imel številne Ljubice.
Edino znano dejstvo o Lucijinem življenju v času, ko je bila na Poljskem, je, da je bila 25. decembra 1208 prisotna pri krstu najmlajšega otroka Henrika I. Bradatega in Hedvike Andeške v Głogówu. Lucija je bila na slovesnosti s svojim možem in morda prinesla otroku nekaj daril.
Datum Lucijine smrti je sporen. Nekrolog lubinskega samostana za datum Lucijine smrti navaja 12. februar, ne pa tudi letnice. Znano ni niti to, kje je bila pokopana.

## Vira
- Satała Z. Poczet polskich królowych, księżnych i metres [Poljske kraljice, princese in ljubice]. Varšava 1990.
- Urbanski, M. Towards queens and wives of Polish kings. Varšava 2006.

| Lucija Rügenska PjastiRojen: ni znano Umrl: 1208-1231 |                                          |                                   |
| Nazivi za člane kraljevske družine                    |                                          |                                   |
| Predhodnik: Helena Znojmska                           | Velika vojvodina žena Poljske 1202–1206  | Naslednik: Grzimislava Lucka      |
| Predhodnik: Grzimislava Lucka                         | Velika vojvodina žena Poljske 1227–1229? | Naslednik: Agafija Svjatoslavovna |